# Malakoff
Malakoff je francouzské město v departmentu Hauts-de-Seine v regionu Île-de-France. Ze severu hraničí s Paříží (hranici tvoří především boulevard périphérique). Na východě sousedí s městem Montrouge, na jihu s městem Châtillon, na jihozápadě s městem Clamart a na západě s městem Vanves.

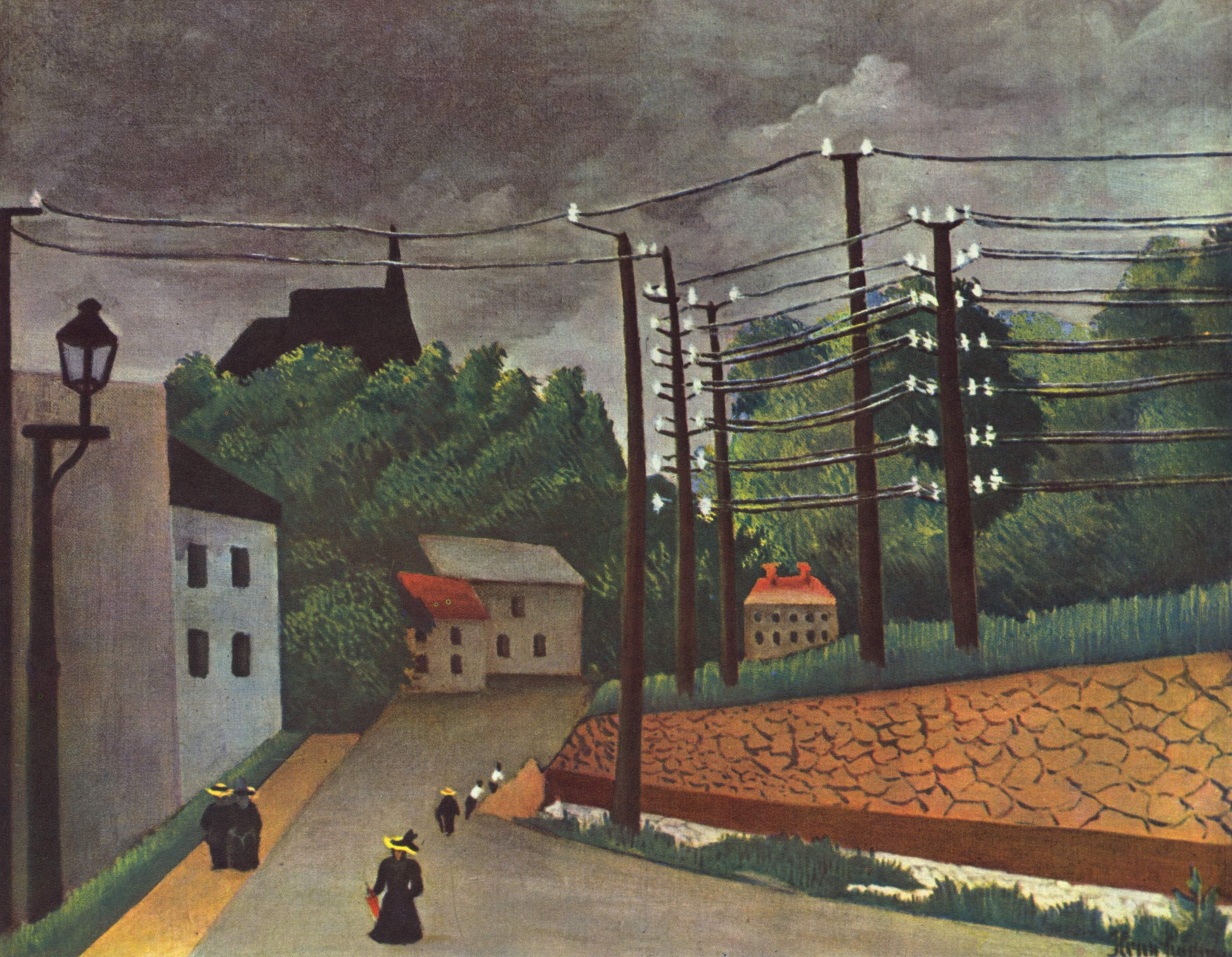
Henri Rousseau: Malakoff (Národní galerie v Praze)

## Historie
Město Malakoff vzniklo 8. listopadu 1883, když se odtrhla část území od města Vanves. Název města je odvozen od pevnosti Malachov (francouzsky Malakoff) u Sevastopolu, kterou v roce 1855 během Krymské války dobyla francouzská vojska.

## Doprava
Ve městě jsou dvě zastávky metra na lince 13:
- Malakoff – Plateau de Vanves
- Malakoff – Rue Étienne Dolet

Je zde rovněž železniční stanice Malakoff-Vanves na trati z nádraží Paris-Montparnasse do Versailles-Chantiers.
Městem prochází Zelený koridor na jihu Paříže podél tratě TGV.